# Hrabstwo Fayette (Indiana)

Piramida wieku hrabstwa

Hrabstwo Fayette (ang. Fayette County) – hrabstwo w stanie Indiana w Stanach Zjednoczonych.

## Geografia
Według spisu z 2010 roku obszar całkowity hrabstwa obejmuje powierzchnię 215,16 mili2 (557,26 km²), z czego 215,01 mili2 (556,87 km²) stanowią lądy, a 0,15 mili2 (0,39 km²) stanowią wody. Według szacunków United States Census Bureau w roku 2012 miało 24 029 mieszkańców. Jego siedzibą administracyjną jest Connersville.

### Miasta
- Connersville
- Glenwood